# 黃鏌
黃鏌（1533年—？），字元威，號南陽，鎮海衛銅山守禦千戶所軍籍，福建興化府莆田縣人，明朝政治人物。

## 生平
嘉靖三十四年（1555年）乙卯科福建鄉試第五十名舉人，三十五年（1556年）中式丙辰科會試第九十五名，三甲第九十名進士。戶部觀政，授戶部主事，四十一年（1562年）升員外郎，四十二年（1563年）謫湖廣沅州同知，四十四年（1565年）升廣西柳州府通判，隆慶元年（1567年）升湖廣靖州知州。

## 家族
曾祖黃敦敬；祖父黃玉；父黃景瞻，封戶部員外郎。母劉氏，贈安人。兄黃欽、黃鎬、黃鎮、黃鑭、黃錫、黃錦。